# Dejan Jekovec
Dejan Jekovec (* 22. August 1974 in Tržič) ist ein ehemaliger slowenischer Skispringer.
Jekovec wurde 1991 in den Nationalkader der Slowenen aufgenommen und sprang am 29. März 1992 erstmals im Skisprung-Weltcup. Die ersten Weltcup-Springen blieb er jedoch erfolg- und punktlos, so dass er parallel auch im Skisprung-Continental-Cup sprang, wo er in seiner ersten Saison 1991/92 mit dem 43. Platz die höchste Platzierung in der Gesamtwertung erreichte. Im Weltcup erreichte er mit dem 16. Platz beim Skifliegen am Kulm am 31. Januar 1993 seine beste Einzelplatzierung. Bei den Olympischen Winterspielen 1994 in Lillehammer gehörte er zum Aufgebot Sloweniens und erreichte von der Normalschanze den 41. Platz, punktgleich mit dem Russen Stanislaw Pochilko. Nachdem zur Saison 1994/95 das neue Weltcup-Punktesystem eingeführt wurde, konnte er am 8. Januar 1995 mit dem 30. Platz in Willingen erstmals einen Weltcup-Punkt gewinnen. Am 4. Februar sprang er im schwedischen Falun erstmals unter die besten zehn und erzielte mit dem 5. Platz das beste Einzelresultat seiner Karriere. Bei der Nordischen Skiweltmeisterschaft in Thunder Bay sprang er auf der Normalschanze auf den 39. und auf der Großschanze auf den 43. Platz. Am Ende der Weltcup-Saison 1994/95 belegte er in der Weltcup-Gesamtwertung den 41. Platz und in der Skiflug-Wertung den 36. Platz. Nachdem er in der Weltcup-Saison 1995/96 keinerlei Erfolge mehr erzielen konnte, startete er ab Januar 1996 noch für ein Jahr erfolglos im Continental Cup, bevor er 1997 seine aktive Skisprungkarriere beendete.